# Baliodryas steinbachi
Baliodryas steinbachi — вид змій родини полозових (Colubridae). Мешкає в Болівії і Бразилії. Це єдиний представник монотипового роду Baliodryas.

## Поширення і екологія
Baliodryas steinbachi відомі за 14 зразками, зібраним на південному сході Болівії та в штаті Мату-Гросу на південному заході Бразилії. Вони живуть у вологих тропічних лісах.